# 富士信清
富士 信清（ふじ のぶきよ）は、 江戸時代後期の旗本。関東の富士氏の一族。

## 出自
富士信清は、富士城主であった富士信忠の第二子で後に関東を知行地とした富士信重の系譜（信重-信成-信宗-信良-信久-信清-）にあたる。従って、富士氏の庶流である。

## 略歴
『寛政重修諸家譜』によると、寛政5年（1793年）12月に家督を継ぎ、寛政8年（1796年）11月に初めて徳川家斉に拝謁したという。また家禄は家督を継いだ35歳のとき采地二百石廩米百俵であった。
江戸幕府が旗本・御家人の古文書調査をした際、信清は富士家に伝来していた古文書を書き上げ提出している。その富士信重への徳川家康知行宛行状の前文には「富士又市郎信重拝領、同又一郎信清書上、東照宮御朱印」とある。
文化8年（1811年）、大久保四丁町（現在の東京都新宿区余丁町）に所在する富士又市郎拝領屋敷140坪が、相対替により本所林町（現在の東京都墨田区）のうち250坪余へ屋敷替えしている。
文化9年（1812年）には武蔵国都筑郡久保村のうち35石余も知行地としており、『新編武蔵風土記稿』に「文化9年西尾藤四郎に賜り、同年高三十五石餘、富士又市郎へ賜ふ」とある。
家督は子の信成が継いだ。